# 3239 Мейжоу
3239 Мейжоу (3239 Meizhou) — астероїд головного поясу, відкритий 29 жовтня 1978 року.
Тіссеранів параметр щодо Юпітера — 3,644.